# 女子野球
女子野球（じょしやきゅう）は、女性によって行われる野球のこと。狭義では女子チーム同士で行う野球のこと。男子チーム内の女子選手の活動とは区別されることがある。

## 概要
元来、野球は男性の競技であり、女性は野球をアレンジしたソフトボールで充分と見なされてきたが、実際には女性による野球も盛んに行われてきた。
1866年、ニューヨーク州のヴァッサー・カレッジにおいて、世界初の女子野球チームが誕生したが、危険だと父兄が抗議したため解散となった。1875年には、アメリカで女性のプロチーム「ブロンズ Blondes」と「ブルネッツ Brunettes」が誕生。入場料を取っての試合を開催する。しかしプレーの質が高くなかったことから4試合で解散した。その後、1890年代に全米で女子野球ブームが起こり、第二次世界大戦下の1943年には全米女子プロ野球リーグ（AAGPBL）が発足し、1954年まで運営された。なお、これらの選手は、その服装から「ブルーマーガールズ」と呼ばれた。
1992年に全米女子野球連盟（AWBF）が創設され、米国のおける女子野球の統括に当たっている。1994年には40年ぶりに女子プロ野球チームコロラド・シルバービュレッツが結成され、1998年にはプロリーグ（Ladies League Baseball）も復活した。しかしそれも長く続かなかった。現在北米ではアマチュアリーグのみが存在しており、女子プロ選手は独立リーグで男子に混じって数名程プレーしている。
2007年には韓国でアマチュア女子野球リーグ（Women's Baseball Association Korea）が発足した。
主要な国際大会として、女子野球世界大会（国際女子野球協会主催、2004年廃止）、IBAF女子ワールドカップ（国際野球連盟（IBAF）主催、IBAFとWBSCの統合に伴い、2014年以降は世界野球ソフトボール連盟（WBSC）主催）、BFA女子野球アジアカップ（2年に1度開催）が挙げられる。

## 日本の女子野球

### 昭和以前
日本では、1910年に結成された佐伯尋常小学校女子部の野球チームが、最初の女子野球チームである（当時の雑誌『運動世界』に記事が掲載されている）。その後も女子のアマチュアチームはいくつか存在しており、1924年には福岡県立直方高等女学校（現・福岡県立直方高等学校）野球部と熊本県立第一高等女学校（現・熊本県立第一高等学校）野球部とが日本初の女子野球試合を予定していたが、前者が県当局の命令で解散させられ実現しなかったという記事が『福岡日日新聞』に掲載されている。
1917年11月には、愛知県の今治高等女学校（現在の愛媛県立今治北高等学校）が野球部を創設。1919年春には、名古屋市で「高等女学校野球大会」が開催されたが、1924年（大正13年）11月、文部省は女学生の野球を禁止した。
1947年（昭和22年）8月29日、横浜での貿易再開を記念する横浜文化祭のイベントとして、横浜ゲーリック球場（現在の横浜スタジアム）にて開催された「横浜女子野球大会」(横浜市・神奈川新聞社・横浜文化連盟の共催)が女子野球の始まりである。フォアボール、エラー、盗塁が1試合に20以上にものぼる試合であったが、大きな話題を生んだ。1948年、荒木八郎と小泉吾郎によって、銀座のダンスホール「メリーゴールド」に横浜女子商業高校のソフトボール選手を合流させた「東京ブルーバード」が結成された。このチームが日本初の女子プロ野球チームであったが、選手はいわば野球のできるコンパニオンに過ぎなかった。
1950年（昭和25年）「ロマンス・ブルーバード」「レッドソックス」「ホーマー女子球団」「パールス」が誕生したことをきっかけに、プロリーグの日本女子野球連盟が発足、関西でも「大阪ダイヤモンド」「スターズ」「シスターズ」「神戸タイガース」「神戸ダークホース」「京都マルエイイーグルス」「京都ヴィナス」「京都八つ橋井筒」「滋賀レーククイン」が誕生した。しかし、女子野球のショー的側面を重視する派閥（全日本女子野球連盟）と健全なスポーツを目指す派閥（日本女子野球連盟）に分裂した後、再び日本女子野球連盟に収斂するが、観客動員だけでの経営が不可能と判断され、1952年（昭和27年）ノンプロ＝社会人野球へ移行する。その後、高度経済成長を経て男子のプロ野球人気が劇的に高まる一方で、女子野球の人気は低迷し続け、1971年（昭和46年）「サロンパス」の活動停止とともに消滅した。
八木久仁子は昭和期の女子野球の消滅理由として、経営母体の脆弱さ、ショービジネスとしての魅力不足、野球の実力そのものの低さ、テレビとの親和性の低さ、結婚と選手の引退、実業団「女子ソフトボール」の隆盛を挙げている。

### 平成
1980年代に入ると、1986年に全国大学女子軟式野球連盟が、1987年に全国女子軟式野球連盟がそれぞれ発足。1987年には第1回全日本大学女子野球選手権大会が、1990年には第1回全日本女子軟式野球選手権大会が開催された。全日本大学女子野球選手権大会は通称「マドンナ達の甲子園」としても知られるなど、軟式野球は長年国内の女子野球を支える存在であった。
一方、硬式野球でも1997年に全国高等学校女子硬式野球連盟が発足し、第1回全国高等学校女子硬式野球選手権大会が開催され、2002年には日本の女子野球を普及・発展させることを目的とする団体として、新たに日本女子野球協会が発足した。
2002年秋には埼玉栄高校女子硬式野球部を中心に関東女子硬式野球連盟が発足し、4チームによるリーグ戦（翌年以降、春・秋の年2回開催）がスタート。NPB球団・読売ジャイアンツの後援により「ジャイアンツ杯争奪関東女子硬式野球リーグ戦（通称：ヴィーナスリーグ）」と名付けられ、これを契機に関東地方を中心にクラブ、大学チームが次々と創設・加盟。2007年には連盟の選抜チームがアメリカ遠征を行いアメリカ・カナダの代表チームと対戦、2009年からはユースリーグ（13歳から16歳）が創設され7チームによるリーグ戦が行なわれるようになるなど、様々な企業による協賛を受けながら現在も年々規模を拡大している。
2005年には日本女子野球協会主催で第1回全日本女子硬式野球選手権大会が開催された。
2009年に日本女子プロ野球機構が発足し、翌年から関西を拠点として女子プロ野球リーグが復活（詳細後述）。2011年からはプロを含む社会人と大学、高校生が一体となった総合選手権「女子野球ジャパンカップ」が開催された。2013年以降は、女子学童を対象とした「NPBガールズトーナメント」が男子プロ野球を管轄するNPBと全日本軟式野球連盟の共催で開催されている。
2014年、日本女子野球協会は全日本女子野球連盟に改組。2013年に国際野球連盟（IBAF）と国際ソフトボール連盟（ISF）が統合する形で新組織世界野球ソフトボール連盟（WBSC）を設立していたことも含め、これを境に各種大会の運営事情が大きく変化した。
2018年開催の全日本中学野球選手権大会 ジャイアンツカップでは優勝投手が女子選手の島野愛友利であることが話題を呼んだ。

#### 女子プロ野球
2009年、わかさ生活を株主として日本女子プロ野球機構（GPBL→JWBL）が発足、翌2010年より関西を拠点として女子プロ野球が日本で復活することになった。
しかし、初年度から毎年赤字収支が続き（2018年度実績は、1球団当たり年間2億以上の経費に対して売り上げ5000万円前後に留まった）、発足から10年目を迎えた2019年1月には、わかさ生活社長でリーグ名誉会長・角谷建耀知が「観客増など黒字化の見通しが立たなければ同年限りでの運営からの撤退も視野に入れる」と発言したこともあり、リーグ存続が危ぶまれる事態が本格化。
その他契約形態の変更などを巡る議論の末、2019年11月にはリーグ所属選手71人の半数にあたる36人が退団すると、翌2020年オフにも43人中26人が退団、その後も退団が相次いだ結果、2021年7月に所属選手が0人となったことで同年のリーグ戦開催の中止を発表、同年オフにリーグの無期限休止を発表するに至り、リーグは事実上の消滅状態となった。

### 令和
プロリーグの運営が「失敗」に終わった一方、リーグ発足前の2009年には約600人と言われていた女子硬式野球の競技人口は、2019年には3000人（学童野球を含むと2万人）を超え、2007年には全国でわずか5校しかなかった女子硬式野球部を有する高等学校が、2020年3月時点では40校にまで増加。先述の「NPBガールズトーナメント」の創設の影響などもあって、国内における女子野球の競技人口は特に中・高校生を中心に増加の一途をたどっている。（競技人口の詳細については「日本のアマチュア野球#競技人口の推移」を参照）
また、IBAF女子野球ワールドカップ→WBSC女子野球ワールドカップで第3回大会（2008年）から6連覇（2018年の第8回大会時点）を達成するなど、世界トップクラスの実力を擁するまでに成長している。
しかし、プロリーグの消滅や、女子硬式野球部を有する大学が13校（2023年6月時点）と他カテゴリに比べて未だ少ないままであるなど、女子野球選手が野球を続けるための「受け皿」の全国的な不足が課題となっていた。これを受け、全日本女子野球連盟から協力を要請されたNPB球団・埼玉西武ライオンズの公認の下、2020年に「埼玉西武ライオンズ・レディース」が設立されたことを皮切りに、2021年には関西女子硬式野球リーグ（ラッキーリーグ）を当初から後援している阪神タイガースが「阪神タイガース Women」を、2022年には関東女子硬式野球（ヴィーナスリーグ）を報知新聞社と共に当初から後援している読売巨人軍が「読売ジャイアンツ女子チーム」をそれぞれ立ち上げるなど、NPB球団がその名を冠する女子クラブチームを運営するという動きが活性化している。（NPB傘下チームの現状は全てクラブチームのため大学・専門学生なども在籍し、既卒者でも球団内雇用を希望しない選手もいる。また、各球団の方針により運営方法や雇用形態などいくつかの点が異なり、様々な手段を模索している。(例：西武レディースの運営会社は埼玉西武ライオンズではない。）
さらに、2021年からは全国高等学校女子硬式野球選手権大会決勝戦の会場が阪神甲子園球場に（当初予定では男子の大会の休養日に設定されている8月22日の開催とされていたが、度重なる悪天候で何度も日程が変更され、最終的には8月23日午後5時からの決勝戦開催となった）、2022年からは全国高等学校女子硬式野球選抜大会決勝戦の会場が東京ドームに変更されるといったこともあり、女子野球への注目度はさらに急速に高まりつつある。
上述のように全日本女子野球連盟はNPBにも協力要請をしており、阪神球団特別補佐(当時)の藤川球児は、少年野球に混ざっている女子選手が増えている一方で目指す進路がなく、続けたくても辞めざるを得ないことは（男子軟式野球の人口減少が進む中で）NPBでも懸念点の1つであると語っており、将来目指せる進路・チーム作りなど協力したいとしている。また、元巨人の投手でコーチ経験がある女子チーム創設・初代監督の宮本和知は、女子児童が野球を始めたきっかけの多くが、兄弟が野球を習うために一緒にグラウンドに足を運んだことであり「(男子がプロ選手を目指せるのと同様に)女子選手の将来に対してもプロ野球界が責任を持つ必要がある」と考えている。

#### 女性の野球経験の目的・影響
ここでは女子野球の指導経験がある者やプロ経験者などの主な意見を取り扱う。
指導者養成
NPB球団直営および西武とその他一部のクラブチームでは、アカデミーや野球体験教室でコーチとして指導経験の機会を提供し将来的な人材育成を行っている。初学者の多くが未就学児から小学生で、子供の年齢や性格によっては女性によるコーチングの方がより円滑にコミュニケーションを取れたり、子供への接し方などメンタル面のサポートがあることで、従来よりも様々な面でのアプローチができ、男女それぞれの良さを融合させられるのではないかという意見をもつ指導者もいる。
家庭内外での野球振興
野球教室やアカデミーコーチだけでなく、その後家庭を持った時には子供と接する時間が長い母親に野球経験があると、子供の習い事に野球という選択肢が入ることも増えるのではないかという考えはプロ・アマ問わずみられる。
野球ファンの獲得
女性の購買行動には友人や家族など他者を巻き込みやすいとされており、近年の野球界でも女性ファンを増やそうという取り組みがみられる。阪神は女子野球創設時から女性ファン獲得の目的も掲げられており、野球経験者を増やし競技を継続できる環境を提供することにより、観戦者数の増加やグッズ購入などに繋がると予測し設定している。